# Jeunesses Musicales Canada
Pour les articles homonymes, voir JMC.
Jeunesses musicales Canada (JM Canada) est un organisme sans but lucratif fondé en 1949 à l’initiative de Gilles Lefebvre qui a pour mission de favoriser la diffusion de la musique classique, en particulier auprès des jeunes, et de soutenir les jeunes artistes. 

## Présentation
Les JM Canada sont la branche canadienne du mouvement des Jeunesses musicales fondé en 1940 par le directeur de la Société philharmonique de Bruxelles, Marcel Cuvelier. L'organisme a pour mission de favoriser la diffusion de la musique classique, en particulier auprès des jeunes, et de soutenir les jeunes artistes. Il collabore avec le Centre d'arts Orford et l'Orchestre mondial des Jeunesses musicales, fondés respectivement en 1951 et en 1969 par le musicien Gilles Lefebvre. Celui-ci fut le premier directeur général des JM Canada, de 1953 à 1972,.
Les tournées des Jeunesses musicales Canada ont fait connaître de nombreux musiciens, dont Marie-Nicole Lemieux, James Ehnes, Marc Hervieux, Kenneth Gilbert, James Campbell, Alexandre Da Costa, Joseph Rouleau, André Laplante, Lyne Fortin, Chantal Juillet, Maureen Forrester, Denise Massé (en), Alain Trudel, Lara St. John, Marianne Fiset.
Depuis 1984, La Maison des JM Canada est située au 305 avenue du Mont-Royal Est à Montréal. La Maison JM Canada est classée « témoin architectural significatif » par la Ville de Montréal.
Le fonds d'archives des JM Canada est conservé par BAnQ (Bibliothèque et Archives nationales du Québec),.

## Prix offerts
Les JM Canada offrent plusieurs prix.

### Prix Choquette-Symcox
Fondé en 2010 à l'initiative de Fernand Choquette et Peter Symcox, ce prix soutien de jeunes artistes québécois dans le développement de leur carrière.
Liste des lauréats
- 2018 : Olivier Bergeron, baryton
- 2017 : Magali Simard-Galdès, soprano
- 2016 : Charles Richard-Hamelin, piano
- 2015 : Jean-Philippe Fortier-Lazure, ténor
- 2014 : Daniel Clark-Bouchard, piano
- 2013 : Stéphane Tétreault, violoncelle
- 2012 : Marie-Eve Munger, soprano
- 2011 : Philippe Sly, baryton-basse
- 2010 : Tomislav Lavoie, basse

### Prix Peter-Mendell
Depuis 2005, ce prix favorise l'excellence musicale et porte le nom de l'avocat Peter Mendell. 
Liste des lauréats
- 2017 : Dominique Beauséjour-Ostiguy, violoncelle, Faculté de musique de l’Université de Montréal
- 2016 : Joshua Morris, violoncelle, École de musique Schulich de l’Université McGill
- 2015 : Elizabeth Skinner, violon, École de musique Schulich de l’Université McGill
- 2014 : Marianne di Tomaso, violon, Conservatoire de musique du Québec à Montréal
- 2013 : Joshua Peters, violon, École de musique Schulich de l’Université McGill
- 2012 : Christopher Whitley, violon, École de musique Schulich de l'Université McGill
- 2011 : Julie Hereish, violoncelle, Faculté de musique de l’Université de Montréal
- 2010 : Bénédicte Lauzière, violon, École de musique Schulich de l'Université McGill
- 2009 : Ewald Cheung, violon, École de musique Schulich de l'Université McGill
- 2008 : Marie-Ève Poupart, violon, Conservatoire de musique du Québec à Montréal
- 2007 : Alexander Read, violon, École de musique Schulich de l'Université McGill
- 2006 : Jeffrey Dyrda, violon, École de musique Schulich de l'Université McGill
- 2005 : Christian J. Elliott, violoncelle, École de musique Schulich de l'Université McGill

## Concerts Grand Public

### Concerts Relève
Les tournées de concerts Grand Public offre la possibilités à plusieurs communautés de toutes les tailles au Québec, dans les provinces maritimes et en Ontario, la chance d’entendre des musiciens classiques de haut niveau en début de carrière professionnelle.
| Années    | Artistes |
| --------- | --- |
| 1949-1950 | Noël Brunet, violon et Suzette Pratte, piano Marthe Létourneau, soprano et Géraldine Lavallée, piano Gilles Breton, piano |
| 1950-1951 | Neil Chotem, piano Trio Masella, (Rafaël, clarinette, Pietro, hautbois et Rodolphe, basson) Louise Roy, soprano et Jacqueline Richard, piano |
| 1951-1952 | Arthur Leblanc, violon et Laure Fink, piano Joseph Rouleau, basse et John Newmark, piano Réjane Cardinal, soprano et Rollande Lefebvre Laurin, piano Pierre Sancan, piano |
| 1952-1953 | Paul Tortelier, violoncelle et John Newmark, piano Dorothy Weldon, harpe Jean-Paul Jeannotte, ténor, Marthe Létourneau, soprano et Colombe Pelletier, piano |
| 1953-1954 | Blanche Tarjus, violon et Charles Reiner, piano Maureen Forrester, contralto et Gaston Arelkarian, organiste Frans Brouw, piano Karl Engel, piano Louis Quilico, baryton, Rolande Garnier, Soprano et Lina Pizzolongo, piano |
| 1954-1955 | Quatuor Mule, saxophones Blanche Tarjus, violon et Charles Reiner, piano Philippe Entremont, piano Don Garrard, baryton et Jacqueline Richard, piano Joan Maxwell, soprano et Guy Lafond, piano Arthur Leblanc, violon et Charles Reiner, piano Herbert Drechsel, piano Noël Brunet, violon et John Newmark, piano |
| 1955-1956 | Henryk Szeryng, violon et Charles Reiner, piano Victor Bouchard, Renée Morisset, piano duo Bernard Ringeissen, piano Jacques Labrecque, folkloriste et Jean Guillou, piano Karl Engel, piano Quatuor Parrenin |
| 1956-1957 | Michèle Bonhomme, soprano, Nicole Morin, diseuse et Bernard Pinsonneault, piano Christiane Larde, flûte et Marie-Claire Jamet, harpe Fernande Chiocchio, mezzo-soprano et Jacqueline Richard, piano Ronald Turini, piano Anne-Marie Globenski, piano |
| 1957-1958 | Eldon Lehman, trompette, Georges Gourdet, saxophone et Jacqueline Richard, piano Rafaël Masella, clarinette et Jeanne Landry, piano Karl Engel, piano Ronald Turini, piano Opéra de poche, « Le ventriloque » de Marcel Landowski Michel Fauchey, ténor Denise Dupleix, soprano colorature Henri Peyrottes, baryton Ghislaine Offray, ballerine Jacqueline Pottier, piano Guy Fallot, violoncelle et Monique Fallot, piano Victor Bouchard, Renée Morisset, pianos Hymann Bress, violon et Charles Reiner, piano Henryk Szeryng, violon et Charles Reiner, piano Otto Joachim, alto et John Newmark, piano Théo Bruins, piano                                                                                   |
| 1958-1959 | Ida Presti et Alexandre Lagoya, guitares Bela Siki, piano Ginette Martenot, Ondes Martenot, Colombe Pelletier, piano et Kidier Lazard, historien Ronald Turini, piano Clemens Quataker, violon et Frans Brouw, piano Jean-Louis Rousseau, violon , Dorothy Begin, violoncelle, Jeanine Lachance, piano Bernard Michelin, violoncelle et Charles Reiner, piano Marguerite Gignac, soprano et Walter Buchynski, piano Bernard Lagacé, orgue et Louis Quilico, baryton Rolande Garnier, soprano et Lina Pizzalongo, piano Marie-Thérèse Pictet, piano Napoléon Bisson, baryton et Jacqueline Richard, piano Kenneth Gilbert, clavecin et Marcel Baillargeon, flûte Eugène Kash, violon et Colombe Pelletier, piano |
| 1959-1960 | Luben Yordanoff, violon et Monique Bérard, piano Lotte Ebert, violon, Wolfgang Ebert, violoncelle, Georg Ebert, piano Michel Dussault, piano Jean-Christophe Benoit, ténor, Monique Linval, soprano et Jean-Claude Ambrosini, piano Neil Chotem, piano Marguerite Gignac, soprano, Gilles Lamontagne, baryton et Jacqueline Richard, piano Kenneth Gilbert, clavecin Carlina Carr, piano Bernard Michelin, violoncelle et Colombe Pelletier, piano Guy Fallot, violoncelle et Miriam Pascal, piano Ida Presti et Alexandre Lagoya, guitares Paul Brodie, saxophone et George Brouch, piano Constance Channon Douglas, piano                                                                                     |

| Années    | Artistes |
| --------- | --- |
| 1960-1961 | Guy Fallot, violoncelle et Ayla Erduran, violon, Michel Dussault, piano Jacques Verdon, violon et William Stevens, piano Pierre Bourque, saxophone et Patricia Going, piano Richard Gresko, piano Paul Brodie, saxophone et Colombe Pelletier, piano Frans Brouw, piano (Belgique) Thomas Rolston, violon et Isobel Moore, piano Rafael Masella, clarinette et Charles Reiner, piano « Pirouette » et « Une mesure de silence » de Maurice Blackburn Texte de Marthe Blackburn Orchestre de chambre Paul Kuentz de Paris Sopranos : Marthe Létourneau et Cécile Vallée Barytons : Jules Bruyère et Gilles Lamontagne Ténors : Pierre Boutet et Jean-Paul Jeannotte Pianos : Charles Reiner et Jacqueline Richard |
| 1962-1963 | Marek Jablonski, piano Orchestre de chambre Paul Kuentz de Paris Jean-Louis Pellerin, ténor et Colombe Pelletier, piano William Stevens, piano Rachel Martel, piano Jean-Paul Jeannotte, ténor et Colombe Pelletier, piano Lise Boucher, piano Jean-Paul Sevilla, piano Andrew Dawes, violon et Marylou Dawes-Kolbinson, piano Lynn Harrell, violoncelle et John Koch, piano Victor Bouchard et Renée Morisset, pianos Nell Gotkovsky, violon et Jean Ullern, piano (France) Audrey Johannesen, piano Ettel Sussman, soprano, Bernard Demigny, baryton et Jean-Claude Ambrosini, piano L’Ensemble Alarius de Bruxelles Charles McGuire, flûte Janine Rubinlicht, violon Wieland Kuyken, viole de gambe Robert Kohnen, clavecin Trio Canadien Gail Grimstead, flûte Jacques Simard, hautbois Pierre Hétu, piano Trio Ebert Lotte Ebert, piano Wolgang Ebert, violoncelle Georg Ebert, piano |
| 1963-1964 | Audrey Johannesen, piano Gloria Richard, soprano et Colombe Pelletier, piano Josephte Clément, mezzo-soprano et Patricia Going, piano Lise Nadeau, harpe Das Munchner Kammerensemble Czeslaw Kaczynski, piano Coro Incas Sylvia Saurette, soprano et Colombe Pelletier, piano William Stevens, piano Carles Castleman, violon et John Koch, piano Alberto Ponce, guitare L’Ensemble Alarius de Bruxelles Charles McGuire, flûte Janine Rubinlicht, violon Wieland Kuyken, viole de gambe Robert Kohnen, clavecin Quintette à vent de Bruxelles Georges Carael, cor Robert Everaert, flûte André Antoine, hautbois Raymond Orbant, clarinette Corneil Pirnay, basson Percussion de Paris Vincent Gemignani, percussion Boris de Vinagradov, percussion Christian Ivaldi, piano |
| 1964-1965 | Marek Jablonski, piano Toby Saks, violoncelle et Joseph Gurt , Abraham Stockman, piano Michel Dussault, piano Betty-Jean Hagen, violon et Richard Corbett, piano Opéra Joan Patenaude, soprano Micheline Tessier, soprano Jean-Louis Pellerin, ténor Gaston Germain, basse-baryton Lise Boucher, piano Opéra Cécile Vallée, soprano Léonard Bilodeau, ténor Bruno Laplante, baryton Laure Fink, piano Percussion de Paris Vincent Gemignani, percussion Boris de Vinagradov, percussion Christian Ivaldi, piano Quatuor à cordes de Zagreb Josip Klima, violon Zlatko Balija, violon Dusan Stranic, alto Fred Kiefer, violoncelle Dale Bartlett, piano Eichendorff Quintet de Vienne Gernot Kury, flûte Akfred Dutka, hautbois Rolf Eichler, clarinette Robert Freund, cor Walter Hermann Sallagr, basson Quatuor à cordes de Copenhague Tutter Givskoy, premier violon Mogens Ludolph, deuxième violon Mogens Bruun, alto Asger Lund Christiansen, violoncelle |
| 1965-1966 | Thomas Simons, piano Jean Laurendeau, clarinette et ondes Martenot, et Louise Forand, piano Dale Bartlett, piano Christian Larde, flûte et Marie-Claire Jamet, harpe Guy Fallot, violoncelle et Colombe Pelletier, piano Les petits chanteurs du Mont-Royal Frederic Gevers, piano Gaston Germain, baryton et Colombe Pelletier, piano Liliane Garnier, violon et Anne-Marie Globenski, piano Claude Helffer, piano Trio Forester Ales Bilek, piano Frantisek Pospisil, violon Vaclac Jirovec, violoncelle Eichendorff Quintett de Vienne Gernot Kury, flûte Alfred Dutka, hautbois Rolf Eichler, clarinette Robert Freund, cor Walter Hermann Sallagar, basson Quatuor de saxophones Pierre-Bourque Pierre Bourque, saxophone soprano Claude Brisson, saxophone alto Rémi Ménard, saxophone ténor Jean Bouchard, saxophone baryton Quintette à vent de Bruxelles Georges Carel, cor Robert Evereaert, flûte André Antoine, hautbois Raymond Orbant, clarinette Corneil Pirnay, basson Andrew Dawes, premier violon Kenneth Perkins, deuxième violon Terrence Helmer, alto Marcel St-Cyr, violoncelle |
| 1966-1967 | Renata Tarrago, guitare Les petits chanteurs du Mont-Royal William Stevens, piano Gérard Poulet, violon et Maurice Blanchot, violon et piano Diane Mauger, piano Jean Laurendeau, clarinette et ondes Martenot, et Louise Forand, piano Roger Cantin, flûte et Rachel Martel, piano Jose Duarte Costa, guitare Claude Ouellet, mezzo-soprano et Lucien Poirier, orgue Mario Delli Ponti, piano Louis Stephens, piano Hymann Bress, violon et Dale Bartlett, piano Ettel Sussman, soprano et Laure Fink, piano Bernard Turgeon, baryton et George Brouch, piano Sharon McKinley, violoncelle et Lloyd Powell, piano Gwen Thompson, violon et Diedre Irons, piano Andrew Dawes, violon et Marylou Kolbinson, piano Swift Current Junior Band Modern Brass Ensemble Mario Conter et Lydia Conter, pianos Roma Butler, soprano Trio Belgrade Andreia Preger, piano Alexander Pavlovic, violon Viktor Jakovcic, violoncelle Trio Eriksson Claes Eriksson, flûte John Damgaard Madsen, piano Gert von Bulow, violoncelle Quatuor Pffeifer Ruth Pffeifer, premier violon Johannes Kroener, deuxième violon Johannes Trieb, alto Kalman Dobos, violoncelle Quatuor Orford Andrew Dawes, premier violon Kenneth Perkins, deuxième violon Terrence Helmer, alto Marcel St-Cyr, violoncelle |
| 1967-1968 | Robert Silverman, piano Christian Larde, flûte et Marie-Claire Jamet, harpe Renata Tarrago, guitare Nadia Strycek, piano Jean Laurendeau, clarinette et ondes Martenot, et Louise Forand, piano Gisela Depkat, violoncelle et Fredrik Wanger, piano Claude Savard, piano Bernard Jean, hautbois Mario Delli Ponti, piano Les Petits Chanteurs du Mont-Royal Louis-Jacques Rondeleux, baryton et Françoise Bartot, comédienne Orchestre de chambre Paul Kuentz de Paris Michel Dussault, piano William Stevens, piano Denis Brott, violoncelle et Charles Reiner, piano Jean-Guy Brault, saxophone et George Brough, piano Claude Helffer, piano Les Solistes de Prague William Aide, piano Garth Beckett et Boyd McDonald, pianos Constance Channon Douglass, piano Vancouver Symphony Chamber Players Gaye Alcock, piano Helena Tesarova, contralto et Louise Forand, piano Guy Fallot, violoncelle et Constance Channon Douglas, piano Quatuor Talich Jan Talich, violon Jan Kvapil, violon Jiri Najnar, alto Evsen Rattay, violoncelle « L’Amante Cubista » de Robert Hazon et « L’Histoire de Babar » de Francis Poulenc Sopranos : Cécile Vallée et France Dion Baryton : Benoit Dufour Pianos : Constance Channon-Douglas, Colombe Pelletier et Laure Fink Régisseurs : Alain Gélinas et Raymond L’Heureux Quintette à vents de Bruxelles Robert Everaert, flûte Gérard Parent, hautbois Raymond Orbant, clarinette Corneil Pirnay, basson Georges Carael, cor Trio Eriksson Claes Eriksson, flûte John Damgaard Madsen, piano Gert von Bulow, violoncelle Quatuor Orford Andrew Dawes, premier violon Kenneth Perkins, deuxième violon Terrence Helmer, alto Marcel St-Cyr, violoncelle |
| 1968-1969 | Gaston Germain, baryton et John Newmark, piano Michel Dussault, piano Guy Fallot, violoncelle (France) et Colombe Pelletier, piano Jacqueline Martel, soprano et Dorothy Weldon, harpe Darko Lukic et Jurica Murai, pianos (Yougoslavie) Orchestre de chambre Paul Kuentz de Paris (France) Garth Beckett et Boyd McDonald, pianos Andreas Roehn, violon et Karl Bergemann, piano Konstanty Kulka, violon et Jerzy Marchwinski, piano Suzanne Shulman, flûte et Catherine Michel, piano Milenko Stefanovic, clarinette et Michel Dussault, piano André Goroc, piano Jean-Claude Vanden Eynden, piano Les Petits Chanteurs du Mont-Royal Max van Egmond, baryton et Rinus Groot, piano (Hollande) Marie et Martin Prével, guitares John Lill, piano Jean Laurendeau, clarinette et ondes Martenot, Louise Forand, piano et Vincent Dionne, percussion Alexandre Lagoya, guitare Malcolm Lowe, violon et Catherine Cickers, piano Vancouver Symphony Chamber Players Montserrat Alavedra, soprano et Jean-Pierre Faber, piano (Luxembourg) B.C. Ballet for All Les Gesteux, théâtre et musique Monique Miville-Deschenes Louis de Santis Yves Massicotte Quatuor de saxophones Pierre-Bourque Pierre Bourque, sax soprano Claude Brisson, sax alto Rémi Ménard, sax ténor Jean Bouchard, sax baryton |
| 1969-1970 | Albert Devito, trombone, Brent Dutton, tuba et Michel Dussault, piano Bruno Laplante, baryton, Jacques Zouvi, comédien et Colombe Pelletier, piano Jean Bouchard, sax baryton Miriam Fried, violon et André Gorog, piano The Norbert Vesak Western Dance Theatre Audrey Johannesen, piano Suzanne Shulman, flûte et Catherine Michel, harpe Bruno Laplante, baryton, Jean-yves Gaudreault, comédien et John Lill, piano Orchestre de chambre Paul Kuentz Claude Savard, piano et Denis Brott, violoncelle, Oscar Ghiglia, guitare et François Glorieux, piano Marek Jablonski, piano Les Petits Chanteurs du Mont-Royal, dir. Charles Dupuis La Musique et Les Gesteux Monique Miville-Deschênes Louis de Santis Yves Massicotte Quatuor de saxophones Pierre-Bourque Pierre Bourque, sax soprano Claude Brisson, sax alto Rémi Ménard, sax ténor Vancouver Woodwind Quintet Harriet Edwards Crossland, flûte Warren Stannard, hautbois Ronald de Kant, clarinette Roland Small, basson Robert Creech, cor Quatuor Margand Michèle Margand, violon Elyane Didier, violon Françoise Douchet, alto Claudine Lasserre, violoncelle Trio Nordman Marielle Nordman, harpe André Guilbert, flûte Claude Burgos, violoncelle Foerstrovo Trio Ales Bilek, piano Frantisek Pospisil, violon Vaclav Jirovec, violoncelle Alberta Chamber Trio Gloria Saarinen, piano Werner van Zweeden, flûte Talmon Herz, violoncelle Guy Fallot, violoncelle et Anthony Goldstone, piano Quatuor Orford Andrew Dawes, violon Kenneth Perkins, violon Terence Helmer, alto Marcel St-Cyr, violoncelle |

| Années    | Artistes |
| --------- | --- |
| 1970-1971 | Désiré N’Kaoua, piano et Jacques Labrecque, folkloriste Hélène Gagné, violoncelle Pacific Salt Sextet Garth Beckett et Boyd McDonald, pianos Roland Richard (en), baryton Alexandre Lagoya, guitare Joseph Macerollo, accordéon Les Gesteux Quatuor Fresk Neva Pilgrim, soprano et Joseph Bloom, piano (États-Unis) Paul-André Gagnon, guitare Alex Mullenbach, piano Quatuor Elyseen Jacques Larocque, saxophone et Lise Boucher, piano François Glorieux, piano Musique slave Jerzy Artusz, voix Michal Wesolowski, piano Krzysztof Jakowicz, violon Trio Lorenz Primoz Lorenz, piano Tomaz Lorenz, violon Matija Lorenz, alto Quatuor Pierre-Bourque Pierre Bourque, sax soprano Claude Brisson, sax alto Rémi Ménard, sax ténor Jean Bouchard, sax baryton Quatuor Via Nova Jean Mouillère, violon Hervé le Floch, violon Gérard Caussé, alto René Benedetti, violoncelle Alberta Chamber Trio Gloria Saarinen, piano Werner van Zweeden, flûte Talmon Herz, violoncelle |
| 1971-1972 | Bernard Turgeon, baryton et Ernesto Lejano, piano André Bernard, trompette et Edgar Krapp, orgue Jacques Labrecque, folkloriste François Glorieux, piano William Tritt, piano Adèle Armin, violon, Bernard Jean, hautbois et Colombe Pelletier, piano Kiyoshi Shomura, guitare Guy Fallot, violoncelle et Emmanuelle Lamasse, piano Bruno Laplante, baryton, Anna Chornodolska, soprano et Colombe Pelletier, piano Quintette à vent de Bruxelles Orchestre de chambre Paul Kuentz Hortulani Musicae Colin Miles, violon Ray Nurse, luth Heather Pinchin, voix Layne Powell, harpe David Skulski, flûte John Washburn, directeur Canadian Arts Trio Robert Klose, violon Robin Harrison, piano Edward Bisha, violoncelle Trio Pierre Leduc Pierre Leduc, piano électrique Guy Richer, contrebasse Richard Provençal, batterie |
| 1972-1973 | Jack Glatzer, violon et Mari-Elizabeth Morgen, piano Contemporary Dancers Kiyoshi Shomura, guitare Bruno Laplante, baryton, Anna Chornodolska, soprano et Colombe Pelletier, piano Quatuor Fresk Mary Hrobelsky Kozak et Metro Kozak, violons Trio Fontanarosa Andrzej Grabiec, violon, Janusz Olejmczak, piano et Colombe Pelletier, piano Trio de Belgrade Michel Ducharme, flûte et Hermel Bruneau, clavecin Les Compagnons de la danse Ramon Coll, piano Louise Lecompte, flûte et Lucien Poirier Jacques Rouvier, piano Adèle Armin, violon, Bernard Jean, hautbois, Colombe Pelletier et Claude Savard, pianos James Campbell, clarinette, Jovan Kolundzija, violon et Antonio Bujanda Octavia, piano |
| 1973-1974 | Martin Foster, violon et Raoul Sosa, piano Trio de Stuttgart Michel Ducharme, flûte et Hermel Bruneau, clavecin James Campbell, clarinette et John York, piano Maria Murro, soprano et Philip Rosheger, guitare Jacques Rouvier, piano Les Compagnons de la danse Guy Fallot, violoncelle et Emmanuelle Lamasse, piano Pierre Augé, guitare Hortulani Musicae La flûte enchantée de Mozart Céline Dussault, soprano Paul Trépanier, ténor Bruno Laplante, baryton Et Anna Chornodolska, soprano Albert Huybert, ténor Roland Richard (en), baryton |
| 1974-1975 | Joseph Macerollo, accordéon Martin Foster, violon et James Gemmell, piano Quatuor de flûtes Arcadie André Bernard, trompette et Réjean Poirier, orgue et clavecin André Laplante, piano Grace Sung-En Wong, harpe James Campbell, clarinette et John York, piano Quatuor Fresk Claude St-Denis, mime Henri Brassard, piano Paul-André Gagnon, guitare Andrzej Grabiec, violon et Jerzy Marchinsky, piano Quintette à vents du Québec Jean-C. Morin, flûte Bernard Jean, hautbois Jean Laurendeau, clarinette Jean-Louis Gagnon, cor René Bernard, basson |
| 1975-1976 | Vincent Dionne, percussion et Michel-Georges Brégent, claviers Hélène Gagné, violoncelle et Anne Marchand, piano Renate Hildebrand, hautbois et Bradford Tracey, clavecin John Damgaard Madsen, piano Quatuor Tarrago, guitares Claude St-Denis, mime Marcel St-Jacques, flûte et Grace Sung-En Wong, harpe Janice Taylor, contralto, Ronald Taylor, flûte et Pierre Augé, guitare Le Barbier de Séville de Rossini Bruno Laplante, baryton Paul Trépanier, ténor Liette Juneau, soprano Gilles Latour Jean-Louis Légaré Quintette à vents du Québec Jean-C. Morin, flûte Bernard Jean, hautbois Jean Laurendeau, clarinette Jean-Louis Gagnon, cor René Bernard, basson Quintonal Jazz Pierre Lagresnay, trompette Martin Fournier, saxophone Daniel Mercure, piano électrique Jean Pellerin, basse électrique Pierre Pilon, batterie |
| 1976-1977 | Quatuor Tarrago, guitares (Espagne) Entre-six, danse Karen Quinton, piano Danielle Demers, mezzo-soprano Carole Lavertu, flûte et Grace Sung-En Wong, harpe Ensemble Gaillard Vincent Dionne, percussion et Michel-Georges Brégent, claviers Hélène Gagné, violoncelle et Berta Grinhauz, piano Claude St-Denis, mime et Jacinthe Couture, piano Robin Harrison, piano Barber of Séville Bruno Laplante, baryton Paul Trépanier, ténor Liette Juneau, soprano Napoléon Bisson Jean-Louis Légaré Trio Riverdale Joel Derouin, violon Thérèse Motard, violoncelle Marc Durand, piano Trio de cuivres Daniel Doyon, trompette Léon Deit, trompette Marie-Paule Hudon, piano Quintonal Jazz Pierre Lafresnay, trompette Martin Fournier, saxophone Daniel Mercure, piano électrique Jean Pellerin, basse électrique Pierre Pilon, batterie Quatuor de saxophones de Québec Rémi Ménard, saxophone Gaétan Poirier, saxophone Jean-Luc Beaudry, saxophone René Béchard, saxophone |
| 1978-1979 | Quintette de cuivres de Montréal Christian DiMaccio, accordéon Louis-Philippe Pelletier, piano Ensemble de percussions McGill Michiko Sato, violon Claude St-Denis, mime Roland Richard (en), baryton et Denise Massé (en), piano Joseph Macerollo, accordéon Quatuor de saxophones de l’Infonie et Edith Béluse, piano Yuri et Dana Mazurkevich, violons et Cornelius Roedert, piano Thérèse Motard, violoncelle et Marc Durand, piano Douglas Finch Ensemble Romhild André-Paul Bouret, alto Carole Sirois, violoncelle Richard Charron, trompette Monique Pomerleau, orgue Trio de guitares de Laval Paul Gerritts, guitare Jacques Chandonnet, guitare Paul-André Gagnon, guitare Trio 3 Pauline Vaillancourt, soprano Sayd Abdul Al-Khabiyyr, flûte Michael Laucke, guitare Quatuor de saxophones de Québec Rémi Ménard, saxophone Gaétan Poirier, saxophone Jean-Luc Beaudry, saxophone René Béchard, saxophone Quatuor vocal JMC Rosemarie Landry, soprano Thérèse Sévigny, mezzo-soprano Gwen Evans, ténor Thomas Goodie, baryton Colombe Pelletier, piano |
| 1979-1980 | Michael Philip Davis, ténor et Alison Dean, piano Christian Di Maccio, accordéon Ensemble Claude Gervaise Michel Franck, piano Claude Garden, harmonica Mark Delpriora, guitare Robin Harrison, piano et Andrea Hess, violoncelle Quatuor de saxophones de l’Infonie et Edith Béluse, piano York Winds Quintett Stratford Ensemble The Huggett Family Trio Orphéus de Belgique Tudor Singers Douglas Finch, piano Trio Nouvelle-France Gilles Carpentier, clarinette et Diane Mauger Ensemble Mosaik André-Gilles Duchemin, flûte xx, Violon Mario Duchemin, piano Gailliard Ensemble Robert Bick, flûte Paul Mayer, violon Douglas Perry, alto Paul Pulford, violoncelle Quatuor vocal JMC Pauline Vaillancourt, soprano Thérèse Sévigny, mezzo-soprano Paul Trépanier, ténor Bruno Laplante, baryton Colombe Pelletier, piano Répercussion Michel Drapeau, percussion Robert Lépine, percussion Aldo Mazza, percussion Chantal Simard, percussion Trio de guitares de Laval Paul Gerritts, guitare Jacques Chandonnet, guitare Paul-André Gagnon, guitare Duo classique de Montréal Eric Wilner, flûte Davis Joachim, guitare Quatuor de clarinettes Moisan Gilles Moisan, clarinette André Moisan, clarinette Gilbert Moisan, clarinette Gilles Moisan Jr., clarinette |

| Années    | Artites |
| --------- | --- |
| 1980-1981 | Joel Quarrington, contrebasse et Sharon Krauze, piano Dancemakers Angèle Dubeau, violon et (?) Picard, piano Lucie Gascon, harpe Jean-Guy Brault, flûte Marie-Josée Simard, percussion et Mimi Blais, piano Stéphane Lemelin, piano Ensemble de flûtes à bec de Châteauguay Alain Meunier et Alain Planès, violoncelle et piano Histoire du Soldat d’Igor Stravinsky (Production JMC) Martin Foster, violon et Henri Brassard, piano Les Sortilèges Ensemble Cantabile Ensemble Robert-Marcotte-Gray, violon-cor-piano Trio de jazz Guy St-Onge The Tapestry Singers L’Ensemble Les Petits Violons Patricia Fournier, soprano et Louise-André Baril, piano Adrienne Shannon, piano Daniel Doyon, trompette et Hélène Panneton, orgue Michel Fournier, piano Claude St-Denis, mime Répercussion Michel Drapeau, percussion Robert Lépine, percussion Aldo Mazza, percussion Chantal Simard, percussion Quatuor de saxophones de l’Infonie Walter Boudreau, saxophones André Pelchat, saxophones David Clark, saxophones Michel Ethier, saxophones                                                                            |
| 1981-1982 | Anonymus, musique médiévale Marie-André Benny, flûte et Nathalie Teevin, harpe Yves Cantin, ténor et Marie-Cécile Vallée, piano Chœur de jeunes filles de Gyor Chœur national d’hommes de Sofia Angèle Dubeau, violon et Céline Perrault, piano Éduca-danse Ensemble instrumental du Québec Johanne Perron, violoncelle et Louise Forand, piano Michel Fournier, piano Ofra Harnoy, violoncelle Henry Ingram, ténor Myrdhin, musique celtique (France) Passeport, musique folklorique Répercussion Sax Plus Les Sortilèges Richard Carson Steuart, trompette et Georg Schaefner, orgue The Tapestry Singers Trio Caecilia Martin Foster, violon et Henri Brassard, piano Duo classique de Montréal Ensemble Figaro Marie-Danielle Demers, soprano Jean-Clément Bergeron, baryton Monique Martin, piano |
| 1982-1983 | Canada Opera Piccola Angelique, Jacques Ibert Pierre Bernier, mime Paul Bernard, guitare Michel Franck, piano Anonymus, musique médiévale Louise Bessette, piano Marie-Andrée Benny, flûte et Nathalie Teevin, harpe Claude Labelle, piano Lyracord Ofra Harnoy, violoncelle Violaine-Marie Melançon, violon et Louise Cauffopé, piano Claudette Lagacé, voix et Hugo Pamcos, harpe sud-américaine Trio de jazz Lorraine-Desmarais Trio de jazz Guy St-Onge Pétrouchka d’Igor Stravinsky L’Illusion, Théâtre de Marionnettes Marimba Nandayapa Ralph Allison, mime Sax Plus Lynn Roy, flûte et Meta Larochelle, harpe |
| 1983-1984 | Pierre Bernier, mime Paul Bryan, guitare Yves Cantin, ténor et Marie-Cécile Vallée, piano Descoteaux-Beauchesne, percussion Entracte Christiane Guénette, soprano Ensemble Perceval Ofra Harnoy, violoncelle Claudette Lagacé, voix et Hugo Pamcos, harpe sud-américaine Lyracord Markham & Broadway, pianos Petrouchka, d’Igor Stravinsky L’Illusion, Théâtre de Marionnettes Dominique Morel et Douglas Nemish, pianos L’Ensemble Les Petits Violons Quatre fois Sax Sax Plus The Tapestry Singers A Touch of Brass Trio Caecilia Trio de jazz Lorraine-Desmarais Trio de guitares de Québec Voyer-Gariepy, flûtes Marc Widner, piano |
| 1984-1985 | Bowkun Trio Répercussion Claudette Lagacé, voix et Hugo Pamcos, harpe sud-américaine Yolande Parent, soprano, Benoit Boutet, ténor et Claude Webster, piano Descoteaux-Beauchesne, percussion Lucie Robert, violon et Jeffrey Cohen, piano Carmelia MacWilliam, flûte et Robin MacMillan, piano Trio de guitares de Québec Lucie Fortin-Gascon, harpe Ofra Harnoy, violoncelle Lyracord Trio de jazz Lorraine-Desmarais Louis Larouche, trompette et Sylvain Doyon, orgue Ensemble de flûtes à bec de Châteauguay Quatuor de clarinettes Moisan Association québécoise des jeunes violonistes Sons et Rythmes, synthétiseurs Jacques Després, piano Johanne DesRosiers, soprano, Louis Langelier, ténor et Jacques St-Jean, piano Pierre Bernier, mime The Gents Anonymus Lamentabile Consort Christian Di Maccio, accordéon |
| 1985-1986 | Anonymus, musique médiévale Chalumeau, quintette à vent Fortin-Bouchard, duo de clavecins Devonion Duo, flûte et piano Lucie Gascon, harpe Christiane Gendron, harpe Genes Trio, voix Hervieux-Pelchat, saxophone et percussion Linda-Marie Ippolito, piano Louis Larouche, trompette Musiconsort, musique médiévale Percussionisticks Quatre fois Sax Quintette à vent d’Avignon Lucie Robert, violon et Jeffrey Cohen, piano Trio Plus, clarinette, violoncelle et piano Claude Webster, piano |
| 1986-1987 | Arêté Mime Company Cathedral Brass, quintette de cuivres Eclat!, quintette à vent Ensemble de saxophones du Québec Lyne Fortin, soprano, Sonia Racine, mezzo-soprano et David Jutt, piano Fortin-Bouchard, duo de clavecins Lucie Gascon, harpe Michelle Gaudreau, soprano Michelle Gaudreau, soprano, Timothy Sherwood, ténor et Cecilia Ignatieff, piano Moulin à musique, spectacle pour enfants Percussionisticks Quatre fois Sax Quatuor Artis, quatuor à cordes Quintette à vent d’Avignon Michael Rusinek, clarinette et Edward Sturgeon, piano Julie Triquet, violon et Esther Gonthier, piano Leonard Turnevicius, accordéon |
| 1987-1988 | Marie Lacasse, violon Danièle Habel, Dominique Labelle, harpe et voix La Piedmontoise, musique baroque Cathedral Brass, cuivres R. Spasovski, piano S. Rolland, violoncelle B.H. Poulin, piano M. Painchaud, guitare Stringendo, cordes et piano Claude Webster, piano Moulin à musique, spectacle pour enfants Quatre fois Sax Alain Boies, saxophones Bruno Turgeon, saxophones Jean-Claude Gagnon, saxophones Pierre Doyon, saxophones Trio Nelligan, Hélène Collerette, violon, Annie Gadbois, violoncelle Sandra Murray, piano Trio Bourassa, François Bourassa, piano Guy Boisvert Yves Boisvert |
| 1988-1989 | La Bande Magnétik, quintette vocal Beauséjour-Magnan, clavecin et hautbois Beaver-Zarins, violon et piano Sylvain Grenier, percussion Danielle Habel, harpe Sévigny-Saulnier, chant et piano Roger Lord, piano Entracte Julie Triquet, violon et Bruno Perron, guitare Hurlemuse Eric Mercier, Cornemuses, Suzanne Deserres percussions, Douglas Kirk, dulciane Denis Turbide, cornetto Quatuor La Flûte Enchantée Chantal Dubois, flûtes traversières, Guy-Anne Beaulne-Roy, flûtes traversières Chantal Hébert, flûtes traversières Paola Secco, flûtes traversières Quatuor de contrebasses de Bruxelles Christian Vander Borght, contrebasses, Jacques Vanherenthals, contrebasses, Marc Henne, contrebasses, Trio Trinomie Alain Descoteaux, saxophone Daniel Gauthier, saxophone Carmen Picard, piano Cuivres à cinq Eric Awuy, trompettiste Patrick Benoit, trompettiste Raphael Derkson, corniste, Anne-Marie Larose, tromboniste, Paul Adjeleian, tubiste Trio Con Brio Jean-Jules Poirier, trompette Gillian Mackay, cor Roger Lord, piano Duo Cameo Karina Gauvin, voix Erik Oland, voix Gergely Szokolay, piano |
| 1989-1990 | Danièle Habel, Harpe Guy Lalime, piano Beauséjour-Magnan, clavecin et hautbois Beauver-Fitz-Gerald, violon et piano Mihai Tetel, Brandt Fredrikson, violoncelle et piano Trio Rossini Lyne Fortin, voix Jean-François Lapointe, voix Esther Gonthier, piano Duodynamik Mimi Blais, piano Sylvain Grenier, percussions Essex Winds, quintette à vent, Jean-François Rompré, Géralyn Giovannetti, Blake Stevenson, Leslie Magowan, Anne-Marie Monaco Duo Cameo, Karina Gauvin, Erik Oland, Gergely Szokalay Great Lakes Brass, cuivres, Thomas Allen, Guy Few, Valérie Cowie, Lise Vaugeois, Rachel Thomas L’Ensemble Capriole, flûtes à bec, violoncelle et clavecin, Sophie Larivière, Monique Charron, Nathalie Hudon, Pascal Lamarche, Carmen Charron, Johanne Laplante, Brigitte Lamontagne, Louis Dallaire Trio Lyrika, violon, violoncelle et piano, Marie Fabi, Romans Borys, Annalee Patipatanakoon Trio Amati, violon, violoncelle et piano, Charles Wieder, Luc Devos, Luc Dewez |

| Années    | Artistes |
| --------- | --- |
| 1990-1991 | Beauséjour-Magnan, clavecin et hautbois David Lefèvre, Jean Desmarais, violon et piano Susan Hoeppner, Lydia Wong, flûte et piano Trio à la Quarte Denis Bluteau, flûte Sonia Morin, clarinette Andrée Lehoux, basson Trio Lyrika Andrew Borashko, violon Romans Borys, violoncelle Annalee Patipatanakoon, piano Duo Kasprzak Monica Kasprzak et Renata Kasprzak, piano 4 mains Quatuor Québec, quatuor à cordes, Caroline Dubé, Nicole Trotier, Eric Soucy, Marie Grenon Quatuor Orford, Andrew Dawes, Kenneth Perkins, Sophie Renshaw, Desmond Hoebig Quatuor Mark IV, saxophones, Joey Pietraroia, Peter Wightman, Robert Caron, Kim Dooley-Freeman Trio Segovia, guitares, Marc Deschenes, Bruno Perron, André Roy Trio Kegelstatt Jutta Puchhammer-Sedillot, alto Mark Simons, clarinette Heater Toews, piano Sylviane Deferne, piano Duo ProPulsion, percussions, Daniel Fortin, Gérald Bissonnette Trio Rossini Jean-François Lapointe, chant Agathe Martel, chant Marc Bourdeau, piano |
| 1991-1992 | Dominique Blier, soprano colorature Claudine Côté, soprano colorature Roger Lord, pianiste Hugues Saint-Gelais, ténor François Racine, adaptation et mise en scène Robert Caron, saxophone alto Kim Freeman, saxophone baryton Joey Pietraroia, saxophone soprano Peter Wightman, saxophone ténor Gertrude Létourneau, flûte Fred Osachoff, clarinette Peter Tiefenbach, piano Max Vandervorst, homme orchestre de Belgique James Gelfand, piano Sylvain Gagnon, contrebasse Monica Whicher, mezzo Rachel Gauk, guitariste Minna Shin, piano Naida Cole, piano Joseph Rouleau, basse Pierre Brabant, piano |
| 1992-1993 | Amagi, trio de clarinettes Luc Beauséjour, clavecin Louise Bessette, piano et Lise Daoust, flûte Mimi Blais, piano Tim Brady, guitare électrique Clavivent, quintette à vent Cox Rita Diva Plus, trio Yégor Dyachkov, violoncelle et Matsuura Nari, piano James Ehnes, violon Ensemble Ben Trobar Ensemble Juan Tomas Guitar Guy Few, trompette et Joseph Petric, accordéon Sylvain Gagnon, contrebasse et James Gelfand, piano GAM 87 Sandra Horst, piano Ian Jones, flûte James C. Lebens, trombone et Claude Soucy, piano David Louie, piano Victor Mishalow, bandura Musique d’Afrique : Ndiouga Sarr et Ahmadou Ngom NAZKA et Andrew Cholvat, percussions Marina Piccinini, flûte Nathalie Paulin, soprano, Bernard Levasseur, baryton et Laura Pudwell, mezzo-soprano Quatuor Figaro Quatuor Morency Trio Bravo Trio Haydn Alain Trudel, trombone et Guy Few, trompette et piano Lucie Veillette, piano Monica Wicher, soprano et Rachel Gauk, guitare |
| 1993-1994 | Les Boréades de Montréal Sarah Carrère Naida Cole, piano Alexandre Da Costa, violon et piano et Lorraine Prieur, piano Dario Dominguez et Robert Libbey Duo Savtchenko-Dziubaniuk ET + KE2 Liette Gauthier Magda Harmigniès, marionnettiste Orchestre et solistes de l’École Pierre Laporte Strada Serguëi Trofanov, violon et Anatoli Yacovenko |
| 1994-1995 | Vincent Beaulne, opéra Dominique Blier, soprano Orchestre de l’Université de Montréal Rémi Boucher, guitare Les Boréades de Montréal, Marie Bouchard, clavecin, Francis Colpron, flûtes à bec et traversière, Susie Napper, viole de gambe, violoncelle baroque et lirone Duo Caron Martin Caron, piano Josée Caron, piano Nathalie Choquette, voix Lise Daoust, flûte Hélène Desmoulin et Marie Desmoulin, pianiste Angèle Dubeau, violon Ensemble Contemporain de Montréal Ensemble vocal Polymnie Marie-Josèphe Jude, piano Antoine Lefebvre, violon Millénium Scott St-John (en), violon James Sommerville (en), corniste Richard Raymond (en), pianiste |
| 1995-1996 | Bacchanal Chœur de clarinettes de l’Université de Montréal dirigé par André Moisan Linda Crossfield, voix Lise Daoust, flûte Lorraine Desmarais, piano Domingues Fête au village Guy Few, piano et trompette Chantal Juillet, violon Marie Kakos Bill Katsioutas, guitare Aline Kutan, soprano et Russell Braun (en), baryton Isabelle Lapierre, saxophone Robert Minden Monique Pagé, soprano lyrique Petits chanteurs du Mont-Royal Quatuor Alcan Quatuor Morency Richard Raymond, piano Barbara Richman Geneviève Soly, clavecin Lara St-John, violon Strada Lim Su-Chong Stephan Sylvestre, piano Veronica Tennant Toronto Consort Trio Wanderer Tuyo |
| 1996-1997 | Llydia Adams, piano Louise-Andrée Baril, piano Luc Beauséjour, clavecin Donna Bennett, soprano Cristina Bianchi, harpe Andrew Burashko Geoffrey Butler, ténor Derek Conrad, cor Susan Cooper, alto Lise Daoust, flûte Duo Caron Marie Fabi, piano Guy Few, trompette Isabelle Fournier Ian Frankliln Esther Gonthier, piano Stewart Goodyear, pianiste Claire Guimond, flûte baroque Mary Enid Haines David Howard I Musici avec Yuli Turovsky Don Jones Donald Jones, Basse Drew Jurecka, violon Ama Kikoski Suzanne Kompass Aline Kutan, soprano colorature Erkki Lahesmaa Larry Lake Yohanna Lauter Danièle LeBlanc, mezzo-soprano Maryanne Lorens Marcelle Mallette, violon André Moisan, clarinette Marin Nasturica, accordéon Leslie Newman, flûte traversière et Stephan Sylvestre, piano Orchestre à vent du conservatoire de Musique de l’Université de Montréal (75 musiciens) James Parker Alma Petchersky, piano Ilya Poletaev, piano Quartango Quatuor Arthur Leblanc Quatuor de musique tango Richard Raymond, piano Julia Seager, harpe Shackleton Trio Marie-Josée Simard, percussions Spectra Don Tarnawski, piano Setlabi Taunyane Veronica Tennant Aline Kutan, voix, André Moisan, clarinette, Louise-Andrée Baril, piano Tristan Quartet Alain Trudel (avec les élèves de musique de chambre du Conservatoire de musique de Montréal) Fiona Wilkinson, flûte |
| 1997-1998 | Louise-Andrée Baril Suzanne Blondin, piano Marie-Noëlle Berthelet, flûte Les Boréades de Montréal James Campbell Chorale F.A.C.E. Treble Philippe Doss, piano Angèle Dubeau, violon Duo Bouchard-Morissette, pianos Duo Margaret Little et Susie Napper Sylvain Gagnon, contrebasse et James Gelfand, pianiste Grantjoie – Célébration médiévale Jennifer Lee et Olivia, pianos Quatuor Arthur Leblanc Quintette de cuivres Impact Raoul Joseph Rouleau, basse Strada Stephan Sylvestre Olivier Thouin, violon Anne-Marie Wright, soprano, Guy Few, trompette et piano, Joseph Petric, accordéon |
| 1998-1999 | Joseph Petric, accordéon Guy Few, trompette et piano Mario Thorburn, soprano Strada David Jalbert, piano Roman Borys, violoncelle Annalee Patipatanakoon, violon Jamie Parker, piano Marc-André Gauthier, violon Louise-Andrée Baril, piano Aline Kutan, soprano colorature Julie Nesrallah (en), mezzo-soprano Michael McMahon, piano |
| 1999-2000 | Claude Webster, piano Joseph J. Elworthy, violoncelle Nari Matsuura, piano Philippe Magnan, hautbois Claude Soucy, piano Geneviève Soly, clavecin Olivier Laquerre, baryton Alain Trudel, trombone Sophie Larivière, flûte à bec |

| Années    | Artistes |
| --------- | --- |
| 2000-2001 | Judy Kang, violon Pierre-Richard Aubin, piano Olivier Laquerre, baryton Dominique Roy, piano Trio Contrastes Olivier Thouin, violon David Veilleux, clarinette Stéphan Sylvestre, piano Piano Duo Ouellet-Murray Claire Ouellet, piano Sandra Murray, piano |
| 2001-2002 | Quintette de cuivres Impact Lucille Chung, piano Stewart Goodyear, piano Joe Trio (violon, violoncelle et piano) |
| 2002-2003 | Marie-Nicole Lemieux, contralto , accompagné par Michael mcMahon, piano Benoît Loiselle, violoncelle François Zetouni, piano George Gao, Erhu |
| 2003-2004 | Folies d’Europe - L’ensemble Caprice Matthias Maute - flûtes à bec, flûte traversière et arrangements musicaux Sophie Larivière - flûte à bec et flûte traversière Guy Ross - théorbe et guitare baroque Marie-Nathalie Lacoursière - comédienne et danseuse baroque Atour du monde avec le Trio de Guitares de Montréal Sébastien Dufour - guitare Marc Morin - guitare Glenn Lévesque - guitare Ian Parker (en) - piano Hansel et Gretel - L’Atelier d’opéra du Camp musical des Laurentides : Emmanuelle Coutu - chanteuse Annie Tremblay - chanteuse Marie-Josée Goyette - chanteuse Chantal Dionne - chanteuse Lysianne Tremblay - chanteuse Josée Bernard - chanteuse Cosimo Oppedisano - chanteur Olivier Godin - piano |
| 2004-2005 | Couleurs Latines Marie-Hélène Breault - flûte Catherine Meunier - percussions Mémoire de Chine Liu Fang - pipa et guzheng Jean-François Blanchard - comédien Triple Forte David Jalbert - piano Jasper Wood (en) - violon Denise Djokic (en) - violoncelle |
| 2005-2006 | Venez prendre l’air ! - Tournée est et ouest Luc Robert - ténor Tracy Smith Bessette - soprano Claudine Ledoux - mezzo-soprano Sébastien Ouellet - baryton Claude Webster - piano Justin Vali Trio - Tournée est Justin Vali - valihas Tao Ravao - guitare acoustique Héry Andrianasolo - kabossy (mandoline malgache) Musica 3 - Trio Muczynski - Tournée est Evgenia Kirjner - piano Airat Ichmouratov - clarinette Luo Di - violoncelle Musica 3 - Tournée ouest Jean-François Normand - clarinette Rafael Hoekman - violoncelle Mathieu Gaudet - piano Chants d’amour de l’Inde, du Pakistan et du Canada - Tournée ouest Kiran Ahluwalia - voix et tanpura Rez Abbasi - guitare Ashok Bidaye - harmonium Ravi Naimpally - tabla Trompette et Orgue - Tournée est et ouest Stéphane Beaulac - trompette Vincent Boucher - orgue |
| 2006-2007 | Associations musicales - Tournée est et ouest Alexandre Da Costa - violon Matt Herskowitz - piano L’eau aux mille reflets- Tournée ouest Winston Choi - piano Sommets du répertoire pianistique- Tournée est Darrett Zusko - piano Ceclia Strinq Quartet - Tournée ouest Mozart, Beethoven et leurs héritiers Sharon Lee - violon Sarah Nematallah - violon Cailin Boyle - alto Rebecca Wenham - violoncelle Borealis Sting Quartet - Tournée est Le Quatuor à travers les siècles Patricia Shih - violon Yuel Yawney - violon Nikita Pogrebnoy - alto Shih-lin Chen - violoncelle |
| 2007-2008 | Daniel Bolshoy – guitare - Tournée est et ouest Avan Yu – piano - Tournée ouest Serhiy Salov – piano - Tournée est Louis-Philippe Marsolais – cor - Tournée ouest Donna Lee - piano Sean Rice – clarinette - Tournée est Jean-Philippe Sylvestre - piano |
| 2008-2009 | Mathieu Gaulin – saxophone Tournée ouest Jacynthe Riverin - piano Janelle Fung et Philip Chiu - piano 4 mains - Tournée est Ariel Barnes – violoncelle - Tournée est Bryan Wagorn - piano Trio Les Portes de Paris - Tournée ouest Olivier Fortin, clavecin Anne Thivierge, flûte Mélisande Corriveau, viole de gambe Jinjoo Cho – violon - Tournée est et ouest Pianiste accompagnateur : Justyna Maj pour le BC, Louise-André Baril |
| 2009-2010 | Andrew Wan – violon Tournée ouest Philip Chiu - piano Valérie Milot – harpe et Marie-Ève Pourpart, violon - Tournée est Sergei Saratovsky – piano - Tournée est et ouest I Tromboni - Tournée est et ouest Jim Tranquilla, Trombone ténor et euphonium Greg Passmore, trombone ténor Alexandre Gagnier, trombone basse Neal Bennett et François Lévesque, trombone alto et ténor |

| Années    | Artistes |
| --------- | --- |
| 2010-2011 | Martin Robidoux, clavecin Jocelyne Roy, flûte et Michelle Yelin Nam, piano Arnold Choi, violoncelle et Wonny Song (en), piano Philip Chiu et Janelle Fung, piano quatre mains Marc Djokic, violon et Julien LeBlanc, piano Quatuor Chorum Charles-Étienne Marchand, violon Lizann Gervais, violon François Vallières, alto Caroline Milot, violoncelle |
| 2011-2012 | Jelena Milojevic, accordéon Justine Pelletier, piano Caroline Chéhadé, violon, Marie-Hélène Trempe, piano et Michael Nicolas, violoncelle, TORQ Richard Burrows, percussions Adam Campbell, percussions Jamie Drake, percussions Daniel Morphy, percussions Cecilia String Quartet : Min-Jeong Koh, violon Sarah Nematallah, violon Caitlin Boyle, alto Rachel Desoer, violoncelle |
| 2012-2013 | Dominic Desautels, clarinette et Tina Chong, piano Trio Guitares Nomades Alexandre Éthier, guitare Stéphane Tellier, guitare Dan Livingstone, guitare Flûte Alors !, consort de flûtes à bec : Vincent Lauzer Marie-Laurence Primeau Alexa Waine-Wright Caroline Tremblay |
| 2013-2014 | Simone Osborne, soprano et Anne Larlee, piano Dominique Côté, baryton et Anne Larlee, piano Stéphane Tétreault, violoncelle et Zhengyu Chen/ Marie-Ève Scarfone, piano Julie Hereish, violoncelle et Michel-Alexandre Broekaert, piano Lucas Porter, piano Tina Chong, piano |
| 2014-2015 | Quatuor de guitares FANDANGO Ewald Cheung, violon et Philip Chiu, piano Sarah Yunji Moon, flûte et Gaspard Tanguay-Labrosse Marina Thibeault, alto et Michel-Alexandre Broekaert, piano Vincent Boilard, hautbois et Olivier Hébert-Bouchard, piano |
| 2015-2016 | Vincent Boilard, hautbois et Olivier Hébert-Bouchard, piano Timothy Chooi, violon, Nikki Chooi, violon et Philip Chiu, piano Adam Cicchillitti, guitare et Philippe Courchesne-Lebœuf, baryton Jean-Luc Therrien, piano Charles Richard-Hamelin, piano Ensemble Les Songes Samantha Louis-Jean, soprano Vincent Lauzer, flûtes à bec Camille Paquette-Roy, violoncelle baroque Mélisande McNabney, clavecin |
| 2016-2017 | Bogdan Dulu, piano Kerson Leong, violon et Philip Chiu, piano Ensemble Les Songes Samantha Louis-Jean, soprano Vincent Lauzer, flûtes à bec Camille Paquette-Roy, violoncelle baroque Mélisande McNabney, clavecin Architek Percussion Ben Duinker, percussionniste Mark Morton, percussionniste Ben Reimer, percussionniste Alessandro Valiante, percussionniste Tournée du prix Maureen Forrester : Magali Simard Galdès, chant et Olivier Hébert-Bouchard, piano (automne) et Karine Bétournay, piano (printemps) |
| 2017-2018 | Jeanne Amièle, piano et Simon Larivière, piano Cameron Crozman, violoncelle, Hugo Lee, hautbois, Philip Chiu, piano Duo Palladium Ariane Brisson, flûte traversière Olivier Hébert-Bouchard, piano Duo Cheng² Bryan Cheng, violoncelle Silvie Cheng, piano Ensemble Ladom Pouya Hamidi, piano Marie-Cristine Pelchat St-Jean, violoncelle Adam Campbell, percussions Michael Bridge, accordéon |
| 2018-2019 | Jean-Michel Dubé, piano et Rosemarie Duval-Laplante, piano Philippe Prud'homme, piano David Dias da Silva, clarinette et Olivier Hébert-Bouchard, piano Yolanda Bruno, violon et Isabelle David, piano Nuné Melik, violon et Michel-Alexandre Broekaert, piano Ensemble Ladom Pouya Hamidi, piano Beth Silver, violoncelle Adam Campbell, percussions Michael Bridge, accordéon |
| 2019-2020 | Teo Gheorghiu, piano Alexandra Smither, soprano et Rachael Kerr, piano Duo meagan&amy : Dans le cadre de La grande virée! Un partenariat pancanadien en collaboration avec Prairie Début et Début Atlantique : Amy Hillis, violon Meagan Milatz, piano Annulation COVID-19 Tournée du prix Maureen Forrester : Anna-Sophie Neher soprano Carl Matthieu Neher, piano Duo STICK&BOW Krystina Marcoux, marimba Juan Sebastian Delgado, violoncelle                                                                      |

| Années    | Artistes |
| --------- | --- |
| 2020-2021 | Annulation COVID-19 |
| 2021-2022 | Carl Matthieu Neher, piano et Cécile Muhire, soprano Jean-Michel Dubé, piano et Rosemarie Duval-Laplante, piano Alexandra Smither, soprano et Rachael Kerr, piano DUO HAVANA SKY Alejandro Vega & Gabriela Iznardo, guitares Duo STICK&BOW Krystina Marcoux, marimba Juan Sebastian Delgado, violoncelle |
| 2022-2023 | Philippe Prud’homme, piano Dominique Beauséjour-Ostiguy, violoncelle, et Christ Habib, guitare David Dias da Silva, clarinette, et Olivier Hébert-Bouchard, piano Chloé Chabanole, violon, Cameron Crozman, violoncelle, et Philip Chiu, piano                                                           |

### Opéra en tournée
Depuis 1992, les JM Canada présentent chaque année une production d’opéra en tournée au Québec, dans les provinces maritimes et en Ontario. 
| Année      | Opéra | Artistes |
| ---------- | --- | --- |
| 1992-1993  | | Atelier lyrique de l’Opéra de Montréal |
| 1993-1994  | Carmen de Georges Bizet | Atelier lyrique de l’Opéra de Montréal Carmen : Lyne Comtois, Danièle LeBlanc, Louise Guyot - mezzo-soprano Don José /Remendado: Richard di Renzi (artiste invité), Richard Bénard - ténor Micaëla /Frasquita: Dominique Blier, Monique Pagé - soprano Escamillo / Dancaïre: Camille Reno, Normand Richard, baryton Mercédès : Louise Guyot, Lyne Comtois, mezzo-soprano Zuniga: Nicolas Desjardins, Marc Belleau Soldat I: Normand Richard, Camille Reno, baryton Soldat II: Richard Bénard, Richard di Renzi, ténor |
| 1994-1995  | La Traviata | Atelier Lyrique de l’Opéra de Montréal Violetta Valery/ Flora Bervoix: Louise Marcotte, Monique Pagé, soprano Annina /une invitée : Éthel Guéret, soprano Alfredo Germont: Michel Corbeil, Jonathan Boyd (artiste invité), ténor Giorgio Germont/ Baron Douphol : Marc Boucher, baryton-basse, Normand Richard, baryton Gastone: Hugues Saint-Gelais (artiste invité), Michel Corbeil, ténor Marquis D’Obigny / Docteur Grenvil : Steven Pitkanen, baryton |
| 1995-1996  | La Bohème | Atelier Lyrique de l’Opéra de Montréal Marcello ou Schaunard: Marc Boucher, baryton-basse/ Steven Pitkanen, baryton Rodolfo ou Alcindoro/Benoit: Jonathan Boyd, ténor (artiste invité), Michel Corbeil, ténor Colline: Alain Coulombe, basse Musetta: Ingrid Mankhof, soprano Mimi: Anne Saint-Denis, soprano Musetta ou Mimi : Annie Tremblay |
| 1996-1997  | Il Barbiere di Siviglia de Rossini                                                                                           | Atelier Lyrique de l’Opéra de Montréal Almaviva: Jonathan Boyd (artiste invité), Pascal Mondieig, ténor Figaro: Michel Corbeil, ténor, Steven Pitkanen, baryton Basilio: Alain Coulombe, basse, Rosina /Berta: Anne Marie Hoover / Michelle Sutton, mezzo-soprano Bartolo: Normand Richard, baryton |
| 1997-1998  | La Cenerentola | Atelier Lyrique de l’Opéra de Montréal Clorinda: Geneviève Charest, soprano Angelina / Tisbe: Anne Marie Hoover, Caroline Ménard, Michelle Sutton, mezzo-soprano Alidoro /Don Magnifico Alain Coulombe, René Brempon Laryea, basse Don Ramiro Pascal Mondieig, ténor Dandini Sergei Stilmachenko, baryton |
| 1998-1999  | L’Elisir d’amore de Gaetano Donizetti                                                                                        | L’Atelier Lyrique de l’Opéra de Montréal Adina : Mélanie Esseltine, Marie Simoneau et Stéphanie Brill Docteur Dulcamar : Gaétan Labbé, Dion Mazerolle Sergent Belcore : Sergei Stilmachenko Nemorino : Éric Laporte, Marc Hervieux |
| 1999-2000  | Soirée à l’Opérette (airs variés)                                                                                            | Atelier Lyrique de l’Opéra de Montréal Stephanie Brill, soprano Alexander Dobson, baryton Melanie Esseltine, soprano Éric Laporte, ténor Dina Martire, mezzo-soprano Dion Mazerolle, baryton Marie Simoneau, soprano |
| 2000-2001  | La Fille du régiment de Donizetti                                                                                            | Marie / paysanne : Lambroula Maria Pappas, soprano / Tracy Smith Bessette, soprano Tonio / soldat et Hortensius: James McLennan, ténor / Timothy Olson, ténor Sulpice / paysan / Caporal : Alexander Dobson, baryton / Patrick Mallette, baryton Marquise de Birkenfeld / Duchesse de Krakenthorp : Isabelle Ligot, mezzo-soprano / Marcia Whitehead, mezzo-soprano |
| 2001-2002  | Cosi fan tutte de Mozart | Atelier Lyrique de l’Opéra de Montréal Fiordiligi : Anik St.Louis, soprano / Marie-Josée Lord, soprano Dorabella :Isabelle Ligot, mezzo-soprano Despina : Tracy Smith Bessette, soprano / Lambroula Maria Pappas, soprano Guglielmo : Patrick Mallette, baryton Don Alfonso : Sébastien Ouellet, baryton Ferrando : James McLennan, ténor Piano : Claude Webster |
| 2002-2003  | Carmen de Georges Bizet | Atelier Lyrique de l’Opéra de Montréal Carmen / Mercédès : Ariana Chris / Geneviève Couillard - mezzo-soprano Don José / Remendado : Steeve Michaud / Carlos Ruiz - ténor Escamillo / Dancaïro/ Zuniga : Phillip Addis / Étienne Dupuis / Sébastien Ouellet - baryton Micaëla : Karin Côté / Angela Welch - soprano Frasquita :Karin Côté / Angela Welch - soprano |
| 2003-2004  | Hansel et Gretel | Atelier Lyrique de l’Opéra de Montréal Gretel / Fée / Marchand de sable : Karin Côté / Angela Welch - soprano Hänsel / La Mère : Michèle Losier / Julie Boulianne / Ariana Chris - mezzo-soprano Le Père : Étienne Dupuis / Phillip Addis La Sorcière : Mia Lennox - mezzo-soprano |
| 2004-2005  | Die Fledermaus | Eisenstein: Gaetan Sauvageau / Antoine Bélanger - Ténor Prince Orlovshy : Josée Bernard / Chantal Scott - mezzo-soprano Frank : Julien Patenaude / Matthew Cassils - baryton Adèle : Raphaëlle Paquette / Mélanie Roy - soprano Rosalinda : Chantal Dionne / Annie Tremblay - soprano Alfred : Éric Thériault / Marc-André Pronovost - baryton |
| 2005-2006  | Venez prendre l’air ! (airs variés)                                                                                          | Luc Robert - ténor Tracy Smith Bessette - soprano Claudine Ledoux - mezzo-soprano Sébastien Ouellet - baryton Claude Webster - piano |
| 2006-2007  | La Flûte enchantée, de Mozarrt                                                                                               | Chantale Scott, mezzo-soprano, 2e Dame / 3e Dame Philipe Gagné, baryton, Monostatos Marc-André Pronovost, baryton, Monostatos Isabelle Metwalli, soprano, Pamina Mélanie Roy, soprano, Papagena / 1re Dame Marie-Noël Daigneault, soprano, Papagena / 2e Dame Pierre-Étienne Bergeron, baryton, Papageno Julien Patenaude, baryton, Papageno Marianne Lambert, soprano, La Reine de la nuit Gerda Findeisen, soprano, La Reine de la nuit Philippe Martel , baryton-basse, Sarastro Éric Gauvin, ténor, Tamino Erin Lawson , mezzo-soprano, 3e Dame Leslie-Ann Bradley, soprano, Pamina Jérémie Pelletier, piano Rosalie Asselin, piano |
| 2007-2008  | La Veuve joyeuse | Rachael Hardwood-Jones, soprano, Missia Allison Angelo, soprano, Missia Cosimo Oppedisano, ténor, Danilo Dominique Côté, ténor, Danilo Andréanne Brisson Paquin, soprano, Nadia Marie-Noël Daigneault, soprano, Nadia Éric Gauvin, ténor, Camille de Coutançon Dominic Lorange, ténor, d’Estillac Alexandre De Grandpré, baryton, Popoff Christian Ouellet, Comédien, Figg Joseph Angelo, baryton ou ténor, Lérida Dominic Boulianne, piano Rosalie Asselin, piano |
| 2008-2009  | Le Barbier de Séville | Tournée Est Stephen Bell - Ténor - Almaviva Dominique Côté - baryton - Figaro Erin Lawson - mezzo-soprano - Rosine Priscilla-Ann Tremblay - mezzo-soprano - Berta Tomislav Lavoie - baryton-basse - Basilio Philippe Bolduc - Baryton - Bartolo Dominic Boulianne - pianiste Tournée Ouest Graham Thomson - Ténor - Almaviva Cosimo Oppedisano - baryton - Figaro Jessica Wise - mezzo-soprano - Rosine Karen Fawcett - mezzo-soprano - Berta Tomislav Lavoie - baryton-basse - Basilio Philippe Bolduc - Baryton - Bartolo Rosalie Asselin - pianiste |
| 2009-2010  | Les Contes d’Hoffmann | Ténor - Hoffmann Jonathan Lemieux Ténor - Nathanaël, Cochenille, Frantz, Pittichinaccio et Chœur Isabeau Proulx Lemire François Olivier Jean Baryton - Lindorf, Coppelius, Crespel et Dapertutto Tomislav Lavoie Baryton - Hermann, Spalanzani, Docteur Miracle, Schlemil et Chœur Steeve Verayie Soprano - Antonia, Giulietta and Chœur Jessica Wise Leslie-Ann Bradley Soprano colorature - Olympia, Fille de joie and Chœur Jennifer Heather Farrell Evelyn de la Haye Mezzo soprano - Muse de la poésie, Nicklausse and the mother voice Heather Jewson Jillian Yemen Pianiste Mireille Santerre Rosalie Asselin |
| 2010-2011  | L’Elisir d’amore | Tournée automne / Est Adina : Ainsley Soutière, soprano Giannetta : Judith Bouchard, soprano Nemorino : Graham Thomson, ténor Belcore : Jonathan Estabrooks, baryton Dulcamara : Dion Mazerolle, baryton Pianiste : Maika’i Nash Tournée printemps / Ouest Adina : Valérie Bélanger, soprano Giannetta : Jennifer Pyra, soprano Nemorino : Christopher Meyell, ténor Belcore : Justin Welsh, baryton Dulcamara : Gerrit Theule, baryton Pianiste : Janelle Fung |
| 2011-2012  | Carmen de Georges Bizet | Tournée automne / Est Carmen : Caroline Bleau, soprano Don José : Kijong Wi, ténor Micaela : Laura Albino, soprano Escamillo : Alexander Dobson, baryton Frasquita : Ellen Wiser, soprano Mercedes : Rachelle T. Pelletier, mezzo-soprano Piano : Janelle Fung Tournée printemps / Ouest Carmen : Kristin Hoff, mezzo-soprano Don José : Gaétan Sauvageau, ténor Micaela : Jana Miller, soprano Escamillo : Justin Welsh, baryton Frasquita : Suzanne Rigden, soprano Mercedes : Jessica Bowes, mezzo-soprano Piano : Antoine Joubert |
| 2012-2013  | Cosi fan tutte de Mozart | Tournée automne / Est Fiordiligi, Vania Margani, soprano Dorabella, Charlotte Burrage, mezzo-soprano Gugliemo, Adrian Kramer, baryton Ferrando, Aaron Sheppard, ténor Despina, Julie Ludwig, soprano Don Alfonso, Philippe Bolduc, baryton Piano, Jérémie Pelletier Tournée printemps / Ouest Fiordiligi, Jennifer Taverner, soprano Dorabella, Charlotte Burrage, mezzo-soprano Gugliemo, Philip Kalmanovitch, baryton Ferrando, Isaiah Bell, ténor Despina, Jana Miller, soprano Don Alfonso, Philippe Bolduc, baryton Piano, Jérémie Pelletier |
| 2013-2014  | La Bohème | Tournée automne / Est Mimi : France Bellemare, soprano Rodolfo : Martin Sadd, ténor Marcello : Cairan Ryan, baryton Musetta : Isabelle Leclerc, soprano Schaunard : Keith Lam, baryton Colline : Philippe Martel, baryton-basse Benoît/Alcindro : Marc-Antoine d’Aragon, baryton Piano : Louise-Andrée Baril et Michel-Alexandre Broekaert Tournée printemps / Ouest Mimi : Karine Boucher, soprano Rodolfo : Michael Marino, ténor Marcello : Jeremy Ludwig, baryton Musetta : Danielle Buonaiuto, soprano Schaunard : Marc-Antoine d’Aragon, baryton Colline : Jordan Collalto, basse Benoît/Alcindro : Brent Calis, baryton Piano : Michel-Alexandre Broekaert et Louise-Andrée Baril |
| 2014-2015  | Don Pasquale | Tournée automne / Est Don Pasquale : Simon Chalifoux, baryton-basse Docteur Malatesta : Julien Horbatuk, baryton Ernesto : Jonathan MacArthur, ténor Norina : Roseline Lambert, soprano Piano : Valérie Timofeeva Tournée printemps / Ouest Don Pasquale : Dylan Wright, baryton-basse Docteur Malatesta : Josh Whelan, baryton Ernesto : Jan Nato, ténor Norina : Andrea Nunez, soprano Piano : Louise-Andrée Baril |
| 2015-2016  | Roméo & Juliette | Tournée automne / Est Juliette Capulet (Soprano colorature) : Myriam Leblanc Gertrude et Stephano (Mezzo soprano): Katrina Westin Roméo Montaigu (Ténor): Tonatiuh Abrego et Marcel d’Entremont en alternance Tybalt (Ténor) : Marcel d’Entremont et Tonatiuh Abrego en alternance Mercutio (Baryton) : Geoffroy Salvas Le comte Capulet – Frère Laurent (Basse) : Dylan Wright Pianiste : Carol-Anne Fraser Tournée printemps / Ouest Juliette Capulet (Soprano colorature) : Sarah Halmarson Gertrude et Stephano (Mezzo soprano) : Pascale Spinney Roméo Montaigu (Ténor) : Tonatiuh Abrego et Kevin Geddes en alternance Tybalt (Ténor) : Kevin Geddes et Tonatiuh Abrego en alternance Mercutio (Baryton) : Christopher Dunham Le comte Capulet - Frère Laurent (Basse) : Brian Wehrle Pianiste : Carol-Anne Fraser                                                                                   |
| 2016-2017  | La Traviata | Violetta Valery & Flora Bervoix / Annina : Eden Tremayne & Cristina Pisani, sopranos Alfredo Germont & Gastone en alternance : Marcel d’Entremont & Sebastian Haboczki, ténors Giorgio Germont : Christopher Dunham, baryton Pianiste : Richard Coburn |
| 2017-2018  | Don Giovanni en coproduction avec le Festival d’opéra de Québec                                                              | Don Giovanni : Geffroy Salvas Donna Anna : Susan Brown Donna Elvira : Odéi Bilodeau Leporello : Dominic Veilleux Zerlina : Cécile Muhire Don Ottavio : Sebastian Haboczki Masetto/Commendatore : Scott Brooks Pianiste : Richard Coburn |
| 2018-2019  | La belle Hélène en coproduction avec le Festival d’opéra de Québec                                                           | Artistes Pâris : Mathieu Abel, ténor Hélène : Maude Côté-Gendron, mezzo-soprano Oreste : Charlotte Gagnon, mezzo-soprano Calchas : David Turcotte, baryton-basse Agamemnon : Dominic Veilleux, baryton Ménélas : Richard-Nicolas Villeneuve, ténor Pianiste : Bryce Lansdell Équipe de création Mise en scène : Alain Gauthier Direction musicale : Louise-Andrée Baril Conception des décors costumes et accessoires : Pierre-Luc Boudreau Conception des maquillages : Élène Pearson Conception des éclairages : Pauline Schwab Assistance à la mise en scène : Chloé Ekker |
| 2019-2020  | Les noces de Figaro en coproduction avec le Festival d’opéra de Québec                                                       | Artistes Comte Almaviva : Stephen Duncan, baryton Comtesse Almaviva : Odéi Bilodeau, soprano Susanna : Catherine St-Arnaud, soprano Figaro : Scott Brooks, baryton-basse Cherubino : Marie-Andrée Mathieu, mezzo-soprano Pianiste : Bryce Lansdell Équipe de création Mise en scène : Alain Gauthier Direction musicale : Louise-Andrée Baril Conception des décors costumes et accessoires : Pierre-Luc Boudreau Conception des maquillages : Élène Pearson Conception des éclairages : Chantal Labonté Éclairagiste : Marie-Hélène Grisé Directeur technique : Jean-Marie Gardien Assistance à la mise en scène : Chloé Ekker |
| 2020-2021  | Lucia di Lammermoor, de Donizetti En raison de la pandémie de COVID-19, le présent opéra fera l’objet d’une captation vidéo. | Artistes Lucia/Alisa : Susan Elizabeth Brown Raimondo : Brenden Friesen Edgardo : Louis-Charles Gagnon Piano : Stéphanie Gouin Arturo : Jean-Philippe Lazure Enrico : Geoffrey Schellenberg Lucia/Alisa : Catherine St-Arnaud Équipe de création Pierre-Luc Boudreau, Scénographe Karl-Émile Durand, Conception éclairages Alain Gauthier, Metteur en scène Esther Gonthier, Directrice musicale Pierre-Luc Lafontaine, Conception coiffure Clémence Lavigne, Assistante à la mise en scène Claudie Vanderbroucque, Conception maquillage |
| 2021-2022  | Les pêcheurs de perles de Bizet, une coproduction avec le Festival d’opéra de Québec                                         | ArtistesLaïla : Carole-Anne Roussel, soprano Nadir : Louis-Charles Gagnon, ténor Zurga : Bruno Roy, baryton Nourabad : Olivier Bergeron, baryton Pianistes : Holly kroeker et Rebecca Klassen-Wiebe Équipe de conception de tournée Alain Gauthier, mise en scène Esther Gonthier, direction musicale Pierre-Luc Boudreau, scénographie Chantal Labonté, conception des éclairages Elene Pearson, conception des maquillages Jean-Marie Gardien, direction technique Marie-Hélène Grisé (tournée Est) et Eugénie Bégin (tournée Ouest), direction technique de tournée Chloé Ekker, assistance à la mise en scène |
| 2022- 2023 | Une veuve joyeuse adaptation de l’œuvre de Franz Lehàr, une coproduction avec le Festival d’opéra de Québec                  | ArtistesMissia : Mathilde Duval-Laplante, soprano Prince Danilo : Sébastien Comtois, ténor Nadia : Klara Martel-Laroche, mezzo-soprano Camille de Coutançon : Marc-Antoine Brûlé, ténor Baron Popoff : Martin Perreault, comédien D’Estillac : Jeffrey Bernier, comédien-chanteur Pianiste : Rosane Lajoie Équipe de conception et de tournée Alain Gauthier, mise en scène Esther Gonthier, direction musicale Leïlah Dufour-Forget, conception des costumes Érika Lefebvre, conception des décors et accessoires Anne-Catherine Simard-Deraspe, conception des éclairages Élène Pearson, conception des maquillages et coiffures Maude Groleau, conseillère et aide à la coiffure Jean-Marie Gardien, direction technique Marie-Hélène Grisé, direction technique de tournée Félix Tremblay-Therrien, assistance à la mise en scène Ariane Morneau, régie de tournée Jean Sabourin, direction de tournée |
| 2023       | La Fille du régiment, adaptation de l'oeuvre de Gaetano Donizetti, une coproduction avec le Festival d'opéra de Québec       | ArtistesMarie : Thera Barclay, soprano Tonio : Jeremy Scinocca, ténor Sulpice: Emanuel Lebel, baryton Marquise de Berkenfield : Queen Hezumuryango, mezzo-soprano Hortensius/Duchesse/Maître de Cérémonie : Maxence Lasserre-Engberts, baryton-basse Pianistes : Rosane Lajoie et Martine Jomphe Équipe de conception et de tournée Nathalie Deschamps, mise en scène Louise Pelletier, direction musicale Thomas Lussier, assistance à la mise en scène et régie de tournée Emily Wahlman, conception des costumes Vivienne Angélique, conception des décors et accessoires Anne-Catherine Simard-Deraspe, conception des éclairages Élène Pearson, conception des maquillages et coiffures Jean Sabourin, direction de tournée Zachary Weibel, direction technique de tournée |

## Bâtiments

### Pavillon L'Homme et la musique

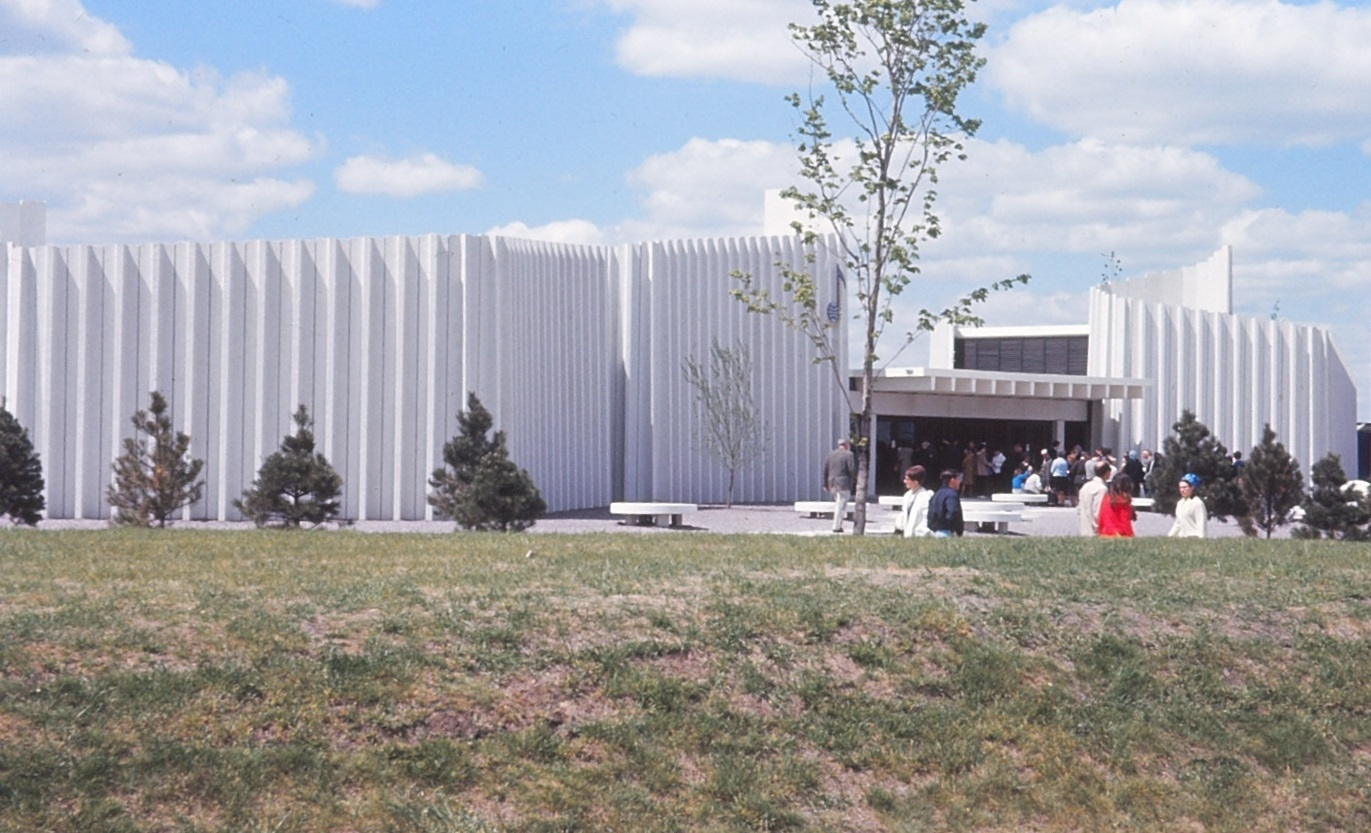
Pavillon L'Homme et la musique en mai 1967

Lors d'Expo 67, l'organisation a été présentée dans le pavillon thématique dans la Cité du Havre, L'Homme et la musique,.
Le bâtiment en ciment préfabriqué de $250,000 est commandité par la Portland Cement Association (en) en collaboration avec les Jeunesses musicales du Canada. A la fin de l'Exposition, le pavillon est  démonté et transporté au village des Jeunesses musicales du Canada au Mont Orford où il est reconstruit sous le nom de Centre d'arts Orford, connu depuis 2016 sous le nom d'Orford Musique.

### Maison André-Bourbeau
L'organisme est aujourd'hui basé dans une ancienne clinique médicale, la maison André-Bourbeau, sur l'avenue du Mont-Royal Est dans l'arrondissement du Plateau-Mont-Royal, avec la salle Joseph-Rouleau.
Anciennement la clinique Laurier ou clinique Seigler (1933), le bâtiment est conçu par Harold Lea Fetherstonhaugh et construit  grâce au plaidoyer de Max Seigler, un échevin de Montréal et leader communautaire qui voulait améliorer la santé publique dans ce quartier ouvrier et juif. La clinique porte deux noms lors de son inauguration : « Clinique Laurier » et « Laurier Clinic  » est gravé dans la pierre sur le fronton de l’édifice et de chaque côté de l’entrée principale, deux plaques de bronze sont installées : « clinique Seigler » d’un côté, « Seigler Clinic » de l’autre. Les milieux nationalistes canadiens-français mènent une campagne antisémite contre l’utilisation d’un nom juif sur un édifice public montréalais aux élections municipales de 1934 et les plaques furent dérobées pendant la nuit.